# 172 (số)
172 (một trăm bảy mươi hai) là một số tự nhiên ngay sau 171 và ngay trước 173.